# محوطه خوشینان وسطی ۲
محوطهٔ خوشینان وسطی ۲ مربوط به عصر آهن - دوره هخامنشی است و در شهرستان کرمانشاه، بخش مرکزی، دهستان میان دربند، ۸۰۰ متری شمال غرب روستای خوشینان وسطی، ۸۰۰ متری جنوب روستای خوشینان علیا واقع شده و این اثر در تاریخ ۲۵ آبان ۱۳۸۷ با شمارهٔ ثبت ۲۳۸۵۵ به‌عنوان یکی از آثار ملی ایران به ثبت رسیده است.